# Kirche der Heiligen Gottesmutter (Adana)

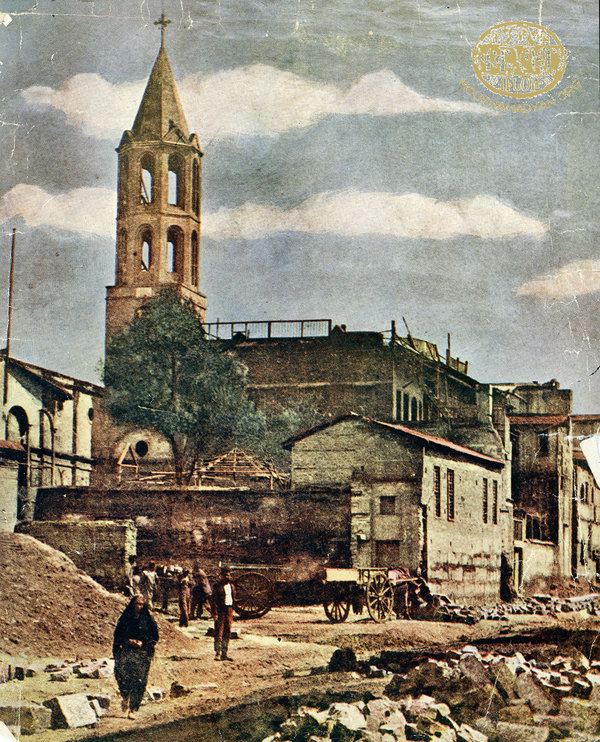
Kirche der Heiligen Gottesmutter (ca. 1908)

Die Kirche der Heiligen Gottesmutter (armenisch Սուրբ Աստվածածին եկեղեցի Surp Asdwadsadsin Egeghedsi; türkisch Azize Meryem-Ermeni Kilisesi) war die armenisch-apostolische Kathedrale von Adana in Kilikien. Sie befand sich im Bezirk Tepebağ. Auf dem Kirchengrundstück befanden sich auch die weiterführende Aramian-Schule und das Gebäude der armenisch-apostolischen Diözese.

## Geschichte
Die Kirche der Heiligen Muttergottes wurde 1840 an der Stelle der ehemaligen Surp-Asdvadzadzin-Kirche wiedererrichtet, die wiederum im 13. Jahrhundert während der Zeit des Kilikischen Königreichs Armenien errichtet worden war. 1890 feierten unter der Leitung des Erzbischofs von Adana, Mgrditsch Vehabedian, die Armenier von Adana den 50. Jahrestag der Wiedererrichtung der Kirche. Sie wurde damals „Obere Kirche“ genannt, da sie sich auf einem Hügel befand. Als „Untere Kirche“ galt die St.-Stefanos-Kirche in der Ebene. In den frühen 1900er Jahren wurden im Auftrag von Erzbischof Muşeğ Seropyan Erweiterungsarbeiten an der Kirche durchgeführt. Er wurde dabei von Bahri Pascha unterstützt, dem muslimischen Vali (Gouverneur) des Vilâyet Adana. In dieser Zeit wurde die Kirche in den Status einer Kathedrale erhoben, sie wurde damit Sitz des Erzbischofs. Die Höhere Aramian-Schule wurde ebenfalls in dieser Zeit errichtet. Beim Massaker von Adana 1909 blieb die Kirche noch intakt. Nach der Deportation der Armenier Adanas während des Großen Völkermords wurde das Kirchengebäude als Militärdepot genutzt. Während der Zeit Französisch-Kilikiens unter der armenischen Legion ab 1918 konnte das Gebäude seine Ursprungsfunktion wieder erfüllen. Nach drei Jahren jedoch wurden mit dem Rückzug  der Franzosen auch alle Christen aus Kilikien vertrieben. 

### Säkularisation der Kirche
Die türkische Regierung konfiszierte im Zuge der Enteignung der Armenier in der Türkei 1923 das Gebäude und wandelte es in ein Staatsgebäude um. In den 1930er Jahren wurde das Gebäude an Baki Tonguç vermietet, einen örtlichen Kinobetreiber. Er eröffnete hier die größte Indoor-Kinohalle Adanas, das Tan Sineması, welches bis in die späten 1960er Jahre Filme zeigte. In den 1970er Jahren wurde das Kino abgerissen, um Platz für die Errichtung des regionalen Hauptquartiers der Türkischen Zentralbank (türkisch Merkez Bankası) zu schaffen.